# Бальеса
Бальеса (исп. Balleza), официальное наименование Марьяно-Бальеса (исп. Mariano Balleza), ранее Сан-Пабло-Бальеса (исп. San Pablo Balleza) — посёлок в Мексике, штат Чиуауа, входит в состав муниципалитета Бальеса и является его административным центром. Численность населения, по данным переписи 2010 года, составила 2087 человек.

## Общие сведения
Поселение было основано в 1640 году миссионерами-иезуитами Хосе-Паскуалем и Николасом Сепедой под названием Сан-Пабло-Тепеуанес (исп. San Pablo Tepehuanes).
В 1830 году название было изменено на Сан-Пабло-Бальеса, в честь мексиканского революционера Марьяно Бальесы, участвовавшего в войне за независимость Мексики.